# Société d'aide aux immigrants juifs
La Société d'aide aux immigrants juifs (en anglais : Hebrew Immigrant Aid Society, abrégé en HIAS)  est une organisation juive fondée en 1881, dont le but est d'aider les juifs vivant dans l'oppression à émigrer vers des pays où ils peuvent vivre en liberté et jouir de tous les droits. Plus de 4, 5 millions individus ont bénéficié du support de cette organisation, qui continue ses activités, à l'échelle mondiale. La HIAS est active en France durant la Seconde Guerre mondiale

## Histoire

### Les débuts
La Hebrew Immigrant Aid Society (HIAS) (Société d'aide aux immigrants) est créée le 27 novembre 1881, à New York, aux États-Unis.
La société aide les immigrants arrivant à New York. Elle aide à trouver un emploi à New York ou au New Jersey. Elle aide aussi à établir des colonies agricoles dans d'autres États des États-Unis.
Parmi les volontaires de cette organisation se trouve Emma Lazarus, l'auteur du fameux poème inscrit sur la statue de la Liberté.
| Give me your tired, your poor, Your huddled masses yearning to breathe free, The wretched refuse of your teeming shore. Send these, the homeless, tempest-tossed, to me, I lift my lamp beside the golden door ! |  | Donnez-moi vos pauvres, vos exténués Qui en rangs serrés aspirent à vivre libres, Le rebut de tes rivages surpeuplés, Envoyez-moi ces déshérités rejetés par la tempête De ma lumière, j'éclaire la porte d'or ! |

En 1891, les Juifs sont expulsés de Moscou, Saint-Pétersbourg et Kiev. Nombre d'entre eux trouvent refuge en Amérique.
L'arrivée des immigrants à New York se fait à Ellis Island. La HIAS y est présente et facilite cette arrivée du point de vue légal, et par la prise en main de ces nouveaux venus.
La HIAS réussit à faire accepter plus de 100 000 Juifs qui font face à la déportation. Elle aide pour la traduction, l'examen médical, prête la somme de 25 dollars exigée pour débarquer et garantit l'emploi.
En 1911, la HIAS crée une cuisine casher à Ellis Island. La même année elle ouvre un département pour l'Orient, pour faciliter la venue d'immigrants des Balkans et du Proche-Orient. Entre 1908 et 1913, 10 000 Juifs immigrent du Moyen-Orient aux États-Unis.
De 1909 à 1913, la HIAS aide plus de 35 000 immigrants à devenir citoyens américains.
En 1914, la HIAS ouvre des bureaux à Baltimore, Philadelphie, Boston et à Washington.

### La Première Guerre mondiale
- Le déclenchement de la Première Guerre mondiale en 1914 entraîne un record d'immigrants Juifs en provenance d'Europe de l'Est: 138 051 juste pour cette année.

- Durant la guerre, la HIAS aide aux communications entre les familles séparées par le conflit mondial, pour un total de 300 000 communications.

- La Révolution  russe de 1917 entraîne une guerre civile, et des pogroms avec la mort de 50 000 Juifs. Une vague importante d'immigration vers les États-Unis en provenance de l'ancien Empire russe prend place.

### Entre les deux guerres
À la suite de la Première Guerre mondiale, des actes d'antisémitisme se répandent en Pologne, Roumanie, Russie et Hongrie.
En 1927 l'organisation HICEM est fondée. Elle est le résultat de la fusion de trois associations juives d'immigration: la HIAS (basée à New York), la ICA (Jewish Colonization Association, Association de colonisation juive, basée à Paris mais enregistrée comme société de charité britannique) et Emigdirect, une organisation d'immigration basée à Berlin. HICEM est l'acronyme de ces trois organisation H(ias)IC(a)EM(igdirect).
L'accord entre les trois organisations stipulait que toutes branches locales hors des États-Unis feraient partie de HICEM, mais que seule la HIAS  s';occuperait de l'immigration juive aux États-Unis. En 1934, Emigdirect est forcée de se retirer de cette fusion. ICA à cause des règlements de guerre britanniques ne peut utiliser ses fonds hors de la Grande-Bretagne. Il se trouve ainsi que pendant un certain temps l'ICEM est subventionné exclusivement par la HIAS.

### La Seconde Guerre mondiale
Lorsque la Seconde Guerre mondiale éclate en septembre 1939, la HICEM a des bureaux à travers l'Europe, l'Amérique du Sud, l'Amérique centrale et l'Extrême-Orient. Après l'invasion de la France par l'Allemagne nazie, vers la mi-1940, la HICEM ferme son bureau de Paris et s'installe à Marseille, en Zone libre, et à Lisbonne, au Portugal. Jusqu'au 11 novembre 1942, les employés de la HICEM tracent dans les camps d'internement français les Juifs qui répondent aux exigences d'immigration pour les États-Unis et qui sont prêts à quitter la France. Au moment de l'invasion de la France par l'Allemagne, environ 300 000 Juifs français et étrangers vivaient en France. 
À la suite de l'occupation générale de la France, la HICEM transfère son quartier général à Brive-la-Gaillarde, dans un bureau au deuxième étage de la synagogue de Brive, dirigée par le rabbin de Brive, David Feuerwerker.
La HICEM prend des contacts avec la Résistance française. Elle réussit à faire évader des Juifs vers l'Espagne et la Suisse. La HICEM perd 21 employés, déportés et morts en camps de concentration. La HICEM en France travaille de concert avec le HICEM de Lisbonne. La neutralité du Portugal permet aux Juifs d'Europe de s'échapper vers l'Amérique du Nord et l'Amérique du Sud. L'American Jewish Joint Distribution Committee (JDC ou Joint) s'installe aussi à Lisbonne. Quarante mille Juifs réussissent à s'évader d'Europe durant la Shoah, avec l'aide de la HICEM et du JDC. En 1945, le HICEM cesse ses activités. La HIAS continue d'être active.

### Les personnes déplacées
- Avec la fin de la Seconde Guerre mondiale, la HIAS aide à l'émigration d'environ 300 000 Juifs, personnes déplacées.

- La HIAS ouvre des bureaux en Allemagne et en Autriche : à Hoechst, Frankfurt, Munich, Fœhrenwald, Stuttgart, Berlin, Brême, Hanovre, Ratisbonne, Baden-Baden, Vienne, Linz et Salzbourg.

- La HIAS a des représentants dans les camps de DP (Displaced Persons, en anglais).

- La HIAS est active aussi en France, Italie, en Pologne, Hongrie, Tchécoslovaquie, Roumanie et Bulgarie.

- La HIAS est active également à Shanghai, en Chine où elle aide des rescapés d'Europe à immigrer vers l'Australie, l'Amérique du Nord, l'Amérique centrale, l'Amérique du Sud et l'Europe.

### Les Juifs dans les pays musulmans
- La HIAS aide les Juifs égyptiens à se relocaliser après leur expulsion d'Égypte à la suite de la campagne du Sinaï.

- Durant les années 1960, la HIAS aide les Juifs d'Algérie, de Tunisie, de Libye et du Maroc.

- Environ 1 000 000 de Juifs en provenance des pays musulmans deviennent des réfugiés. 80 000 trouvent une nouvelle destination par les soins de la HIAS.

### La Hongrie, Cuba, la Tchécoslovaquie, la Pologne
- En 1956, avec l'invasion par les Soviétiques de la Hongrie, la HIAS aide les Juifs hongrois à se relocaliser.

- Durant la révolution cubaine, la HIAS organise depuis Miami le secours aux Juifs de Cuba.

- Après la suppression du Printemps de Prague, la HIAS apporte son aide.

- Elle agit aussi en Pologne à la suite de pogroms.

### Élimination des quota par nation d'origine aux États-Unis
En 1965, la HIAS joue un rôle important dans l'élimination des quota par nation d'origine aux États-Unis.